# Chánh nguyên soái binh chủng
Chánh nguyên soái binh chủng (tiếng Nga: главный маршал рода войск, glavny marshal roda voysk), đôi khi được gọi là Nguyên soái Tư lệnh binh chủng hay Nguyên soái trưởng binh chủng, là những cấp bậc tướng lĩnh cao cấp trong Lực lượng Vũ trang Liên Xô. Các Chánh nguyên soái binh chủng đều được thăng lên từ cấp Nguyên soái binh chủng (trừ một trường hợp ngoại lệ thăng từ cấp Đại tướng) và được xếp dưới cấp Nguyên soái Liên Xô.

## Thành lập
Các cấp bậc nguyên soái binh chủng hàng không, pháo binh và thiết giáp được thành lập vào ngày 4 tháng 2 năm 1943, ban đầu với cấp hiệu cầu vai là một ngôi sao lớn khoảng 50mm (cùng kích thước với ngôi sao trên cấp hiệu cầu vai của Nguyên soái Liên Xô). Cấp bậc Chánh nguyên soái binh chủng được thành lập vào ngày 27 tháng 10 năm 1943, tuy nhiên kích thước của các ngôi sao cấp hiệu chánh nguyên soái và nguyên soái binh chủng được điều chỉnh nhỏ hơn khoảng 10 mm, tạo nên sự khác biệt với cấp hiệu Nguyên soái Liên Xô. Ngoài ra, cũng vào ngày 27 tháng 10 năm 1943, các cấp bậc nguyên soái công binh và thông tin liên lạc được thành lập. Các nguyên soái binh chủng và chánh nguyên soái binh chủng được sử dụng phiên bản ngôi sao nguyên soái loại nhỏ trên lễ phục.
Trong các binh chủng, cấp Thượng tướng là cấp bậc liền dưới cấp Nguyên soái binh chủng. Trong khi cấp nguyên soái binh chủng được xếp ngang cấp đại tướng lục quân (vốn mang cấp hiệu 4 ngôi sao nhỏ 22mm), cấp hiệu các nguyên soái binh chủng lại mang ngôi sao lớn 40mm và được sử dụng ngôi sao nguyên soái lại nhỏ (cấp đại tướng lục quân không được sử dụng ngôi sao nguyên soái này). Mãi đến năm 1974, cấp hiệu đại tướng mới chuyển sang dùng loại một ngôi sao lớn 40mm và các đại tướng được bổ sung ngôi sao nguyên soái loại nhỏ vào lễ phục của mình.
Các nguyên soái binh chủng thường đủ điều kiện để thăng cấp Chánh nguyên soái binh chủng, tuy nhiên, cả hai đều không đủ điều kiện để thăng cấp thành Nguyên soái Liên Xô. Sau năm 1984, cấp bậc nguyên soái binh chủng chỉ được duy trì trong không quân và pháo binh. Sau đó, cấp nguyên soái binh chủng không còn được trao cho cá nhân nào nữa. Theo quy định của Quân đội Nga năm 1993, cấp bậc nguyên soái binh chủng được thống nhất vào cấp bậc đại tướng. Cấp bậc Chánh nguyên soái binh chủng bị hủy bỏ.
| Xếp hạng cấp bậc                                     | Xếp hạng cấp bậc                                         | Xếp hạng cấp bậc                                       |
| ---------------------------------------------------- | -------------------------------------------------------- | ------------------------------------------------------ |
| Đại tướng (Генерал армии)                            | Đại tướng (Генерал армии)                                | Cao hơn: Nguyên soái Liên Xô (Маршал Советского Союза) |
| Thấp hơn: Nguyên soái binh chủng (Ма́ршал ро́да во́йск) | Chánh nguyên soái binh chủng (Главный ма́ршал ро́да во́йск) | Cao hơn: Nguyên soái Liên Xô (Маршал Советского Союза) |

## Các Chánh nguyên soái binh chủng
Các cấp bậc Chánh nguyên soái của binh chủng hàng không, pháo binh, thiết giáp, quân công binh và thông tin liên lạc được thành lập ngày 27 tháng 10 năm 1943. Trừ 3 binh chủng đã thành lập cấp nguyên soái (kể từ ngày 4 tháng 2 năm 1943), hai nhánh binh chủng mới được thành lập cấp nguyên soái binh chủng và chánh nguyên soái binh chủng cùng lúc. Khi cấp bậc Chánh nguyên soái thành lập, kích thước của các ngôi sao trên cấp hiệu các nguyên soái, trừ cấp nguyên soái Liên Xô, đều được làm nhỏ hơn khoảng 10 mm. Riêng với cấp hiệu Chánh nguyên soái binh chủng, ngôi sao được bao quanh bởi một vòng nguyệt quế. Tuy nhiên, các Chánh nguyên soái binh chủng vẫn mang ngôi sao nguyên soái loại nhỏ trên lễ phục như cấp nguyên soái binh chủng.
Cấp bậc Chánh nguyên soái binh chủng thường được trao chủ yếu cho các Thứ trưởng quốc phòng - Tư lệnh các binh chủng tương ứng. Các cấp bậc Chánh nguyên soái công binh và thông tin liên lạc bị bãi bỏ năm 1984, chưa bao giờ được trao cho cá nhân nào. Cũng từ sau 1984, không còn quân nhân nào được phong cấp Chánh nguyên soái binh chủng. Chánh nguyên soái trẻ nhất là phi công Golovanov, được thăng cấp năm 1944, khi mới 40 tuổi. Ba trong số 13 người giữ cấp Chánh nguyên soái không kết thúc sự nghiệp bình thường: Novikov bị giam cầm bảy năm; Nedelin bị tử nạn trong một vụ nổ tên lửa; Varentsov bị buộc tội thiếu trách nhiệm, bị cách chức và giáng cấp (cấp dưới của ông, Oleg Penkovsky, đã bị phát hiện là một gián điệp).

### Cấp hiệu
| Quân phục sử dụng | Chánh nguyên soái binh chủng | Chánh nguyên soái binh chủng | Chánh nguyên soái binh chủng | Chánh nguyên soái binh chủng | Chánh nguyên soái binh chủng |
| Hằng ngày         | Cầu vai 1943 – 1955          | Cầu vai 1943 – 1955          | Cầu vai 1943 – 1955          | Cầu vai 1943 – 1955          | Cầu vai 1943 – 1955          |
| ----------------- | ---------------------------- | ---------------------------- | ---------------------------- | ---------------------------- | ---------------------------- |
| Hằng ngày         |                              |                              |                              |                              |                              |
| Lễ phục           | Cầu vai 1955 – 1974          | Cầu vai 1955 – 1974          | Cầu vai 1955 – 1974          | Cầu vai 1955 – 1974          | Cầu vai 1955 – 1974          |
| Lễ phục           |                              |                              |                              |                              |                              |
| Binh chủng        | Pháo binh                    | Hàng không                   | Thiết giáp                   | Thông tin liên lạc           | Công binh                    |
| Phù hiệu          |                              |                              |                              |                              |                              |
| Đối chiếu NATO    | OF-9                         | OF-9                         | OF-9                         | OF-9                         | OF-9                         |

## Danh sách Chánh nguyên soái

### Chánh nguyên soái pháo binh
1. Nikolay Voronov (1899-1968); phong cấp 21.02.1944
2. Mitrofan Nedelin (1902-1960); phong cấp 08.05.1959
3. Sergey Varentsov (1901-1971); phong cấp 06.05.1961
4. Vladimir Tolubko (1914-1989); phong cấp 25.03.1983

### Chánh nguyên soái hàng không
1. Aleksandr Novikov (1902-1976); phong cấp 21.02.1944; từng là Tư lệnh Không quân Liên Xô từ 1942 đến 1946.
2. Aleksandr Golovanov (1904-1975); phong cấp 19.08.1944.
3. Pavel Zhigarev (1900-1963); phong cấp 11.03.1955; từng là Tư lệnh Không quân Liên Xô từ 1949 đến 1957.
4. Konstantin Vershinin (1900-1973); phong cấp 08.05.1959; từng là Tư lệnh Không quân Liên Xô từ năm 1957 đến 1969.
5. Pavel Kutakhov (1914-1984); phong cấp 03.11.1972; từng là Tư lệnh Không quân Liên Xô từ năm 1969 đến 1984.
6. Boris Bugayev (1923-2007); phong cấp 28.10.1977; từng là Bộ trưởng Hàng không Dân dụng Liên Xô từ 1970 đến 1987.
7. Aleksandr Koldunov (1923-1992); phong cấp 31.10.1984; từng là Tư lệnh Phòng không Liên Xô từ 1978 đến 1987.

### Chánh nguyên soái thiết giáp
1. Pavel Rotmistrov (1901-1982); phong cấp 28.04.1962
2. Hamazasp Babadzhanian (1906-1977); phong cấp 29.04.1975